# ローズマリー・ブランチ・シアター
座標: 北緯51度32分15秒 西経0度5分13秒 / 北緯51.53750度 西経0.08694度

1986年にCurtainsを上演した際のプログラム。ローズマリー・シアターという名前だったことがわかる。

ロースマリー・ブランチ・シアター (英語: Rosemary Branch Theatre)  はロンドンのイズリントン区、ローズマリー・ガーデンズのすぐ脇にあるパブシアターである。シェパートン・ロードにあり、イズリントンとハックニーの境目あたり、ホクストンの近くに建っている。
パブとしては既に1594年にフィンズベリー・フィールズの地図にここにあるエールハウスが掲載されており、主に近くのショーディッチにいる射手向けに営業していたようである。名称は1640年代頃に平等派がローズマリーの枝を身につけて近くのパブで会合を開いていたことに拠るという。1783年に鉛白工場であるチャンピオン・フィッシュウィック・アンド・コーがこの土地を買い、パブの建物が教区の境界近くに建て直された。1786年と1792年に工場により2つの水車が建てられた。川から水を引いた大きな池のある庭ができ、庶民がボートやスケートを楽しむ場所として親しまれるようになった。1835年には水車が稼働しなくなり、建物を建てるために排水されて池もなくなった。1836年頃まではイズリントン・ガーデンズという名前で呼ばれていたという。
ヴィクトリア朝時代にはローズマリー・ガーデンズという名称でミュージックホールとしてよく知られるようになり、ヴォクソールにあったヴォクソール・ガーデンズと競う人気を博すようになった。ローズマリー・ガーデンズという名称は建物のすぐ脇の公園に残っている。
1986年にパブであるローズマリー・ブランチの上の階が劇場に改装され、最初はローズマリー・シアターという名前で呼ばれていた。それ以降、オフ・ウェストエンドのフリンジシアターとして活動している。1992年には改装が行われた。1996年からセシリア・ダーカーとクレオ・シルヴェストルが共同で芸術監督をつとめた。